# Kokarje
Kokarje je naselje u slovenskoj Općini Nazarju. Kokarje se nalazi u pokrajini Štajerskoj i statističkoj regiji Savinjskoj. 

## Stanovništvo
Prema popisu stanovništva iz 2002. godine naselje je imalo 185 stanovnika.